# Chiaro Davanzati
Chiaro Davanzati a fost un poet italian ce a trăit prin a doua jumătate a secolului al XIII-lea.
Este considerat precursor al școlii Dolce stil nuovo.
A scris sonete și canțonete după modelul poeziei provensale târzii, în care a subliniat caracterul divin al iubirii, dar și poezii patriotice